# 구운수
구은수(1970년~)는 대한민국의 산악인이다.

## 주요 경력
- 2008년: 로체(8,516m) 남벽 등반, 등반대장
- 2006년: 낭가파르밧(8,125m) 등정
- 2006년: 탈레이사가르(6,904m) 북벽 등정
- 2003년: 가셔브룸 2봉(8,034m), 브로드피크(8,047m) 등반

## 참고 자료
“악마의 붉은 성벽을 오르다 등반가 구은수”. 지식백과. 2009년 12월 9일.